# ستارغارد
ستارغارد هي مدينة في شمال غرب بولندا، بوميرانيا، يبلغ عدد سكانها 71,017 نسمة في عام 2005. وهي عاصمة محافظة غرب بوميرانيا. كان اسمها يُعرف ستارغارد زتسيسينسكي منذ 1950 حتى 31 ديسمبر 2015.

## توأمة
لستارغارد زتسيسينسكي اتفاقيات توأمة مع كل من:
- إلمسهورن
- سالدوس
- سلاغيلس [الإنجليزية]‏
- شترالزوند
- فايخن

## أعلام
- هيلموت فوجل
- مارغريت
- يوهان فون هنريكس
- أوسكار ليفي
- أركاديوس باك
- فيرنر فون بلومبرج